# Emmanuel Kerketta
Emmanuel Kerketta (* 16. März 1952 in Gotmahua, Chhattisgarh, Indien) ist Bischof von Jashpur.

## Leben
Emmanuel Kerketta empfing am 5. Mai 1984 die Priesterweihe. Er wurde am 23. März 2006 in den Klerus des Bistums Jashpur inkardiniert.
Papst Benedikt XVI. ernannte ihn am 22. Dezember 2009 zum Bischof von Jashpur. Die Bischofsweihe spendete ihm der Erzbischof von Ranchi, Telesphore Placidus Kardinal Toppo, am 2. Februar 2010; Mitkonsekratoren waren Joseph Augustine Charanakunnel, Erzbischof von Raipur, und Paul Toppo, Bischof von Raigarh.